# Jackov
Jackov je vesnice, místní část města Moravských Budějovic, vzdáleného asi 2,5 kilometrů na severovýchod. Roku 2001 činil počet domů 60. Ve vesnici žije 150 obyvatel.

## Geografická charakteristika
Vesnice Jackov leží ve východní části svého katastrálního území. Na severu sousedí s územím Moravských Budějovic, na jihu Nových Syrovic a Krnčic, na západě s územím Rácovic a Dědic. Nadmořská výška zastavěného území obce se pohybuje mezi 435 m n. m. při Jackovském rybníce a 465 m n. m. na severozápadě obce. Územím Jackova od severozápadu k jihovýchodu protéká řeka Jevišovka vytvářející údolí. Nejvyšší nadmořské výšky dosahuje území Jackova na severu při hranicích s územím Moravských Budějovic při rekreační lokalitě Kosová (503 m n. m.).
Jackovem prochází silnice č. II/152 od Moravských Budějovic k Dědicím. K severozápadu běží od Jackova silnice č. III/15225 směrem k rekreační oblasti Kosová při Jevišovce. S Krnčicemi Jackov spojuje silnice č. III/4111. Mimo silnici protíná Jackov též regionální dráha Moravské Budějovice–Jemnice.

## Název
Vesnice se původně jmenovala Jačkov (nejisté je, zda i nezdrobnělé Jačov, čemuž možná odpovídá zápis Jacou z roku 1131, u nějž ovšem není jisté, zda se vztahoval k této vesnici). Základem tohoto jména bylo osobní jméno Jaček (případně nezdrobnělé Jač), domácká podoba jména Jačěvoj. Do němčiny bylo jméno vsi přejato jako Jatzkau a to bylo zpětně převzato do češtiny v podobě Jackov.

## Historie
První zmínka o Jackovu pochází pravděpodobně z roku 1131. V letech 1869–1890 spadal Jackov do okresu znojemského, v letech 1900–1950 do okresu moravskobudějovického a v letech 1961–1979 byl obcí v okrese Třebíč. Od roku 1980 je součástí Moravských Budějovic.
V roce 2018 v obci hořel železniční pražec. V plánu byly opravy místních komunikací, ty měly být provedeny v roce 2019, ale to se nepovedlo, neboť město Moravské Budějovice nezískalo dotace v dostatečné výši.
| Rok            | 1869 | 1880 | 1890 | 1900 | 1910 | 1921 | 1930 | 1950 | 1961 | 1970 | 1980 | 1991 | 2001 |
| -------------- | ---- | ---- | ---- | ---- | ---- | ---- | ---- | ---- | ---- | ---- | ---- | ---- | ---- |
| Počet obyvatel | 204  | 198  | 223  | 217  | 225  | 246  | 234  | 237  | 242  | 210  | 167  | 132  | 131  |

Místní samosprávu vykonává osadní výbor.

## Pamětihodnosti
- kaplička z roku 1948
- pomník padlým

## Významní rodáci a obyvatelé
- Jaroslav Hloužek[8] – pilot 313. československé stíhací perutě
- Josef Wallis – vlastník statku Jackov